# Dentellerie en Croatie
La dentellerie en Croatie a aujourd'hui trois styles désignés par leurs villes d'origine, Pag, Lepoglava et Hvar. « La dentellerie en Croatie » a été inscrite en 2009 par l'UNESCO sur 
la liste représentative du patrimoine culturel immatériel de l’humanité.

## Description

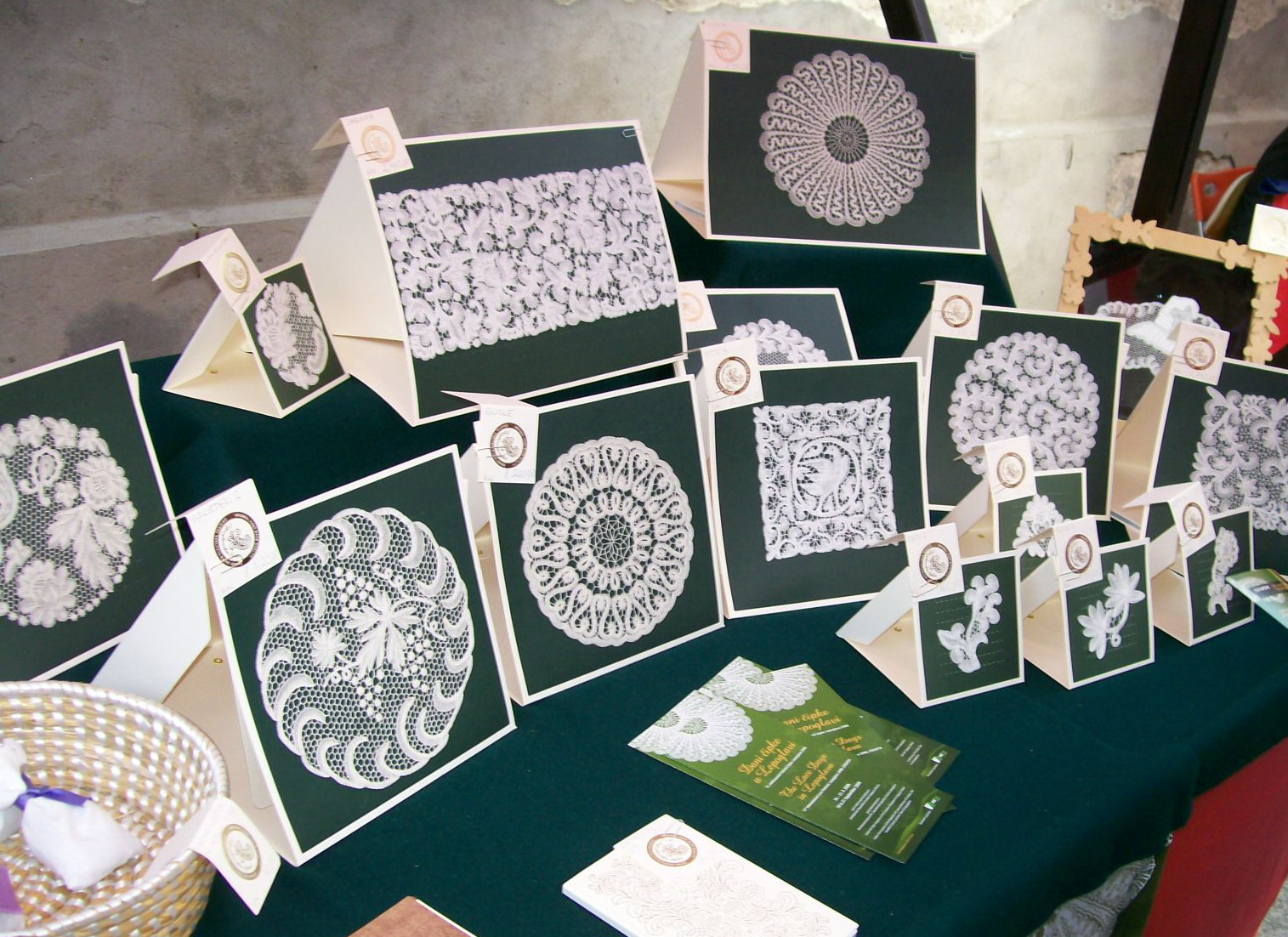
Dentelle de Lepoglava